# Østgrønlandsoverenskomsten
Østgrønlandsoverenskomsten var en traktat af 9. juli 1924 mellem Danmark og Norge om adgangen til Østgrønland.

## Baggrund
Frem til omkring århundredeskiftet (1900) var spørgsmålet om suveræniteten ret ukontroversielt. Ingen andre lande havde gjort krav på nogen del af området. I 1880-erne blev den danske regering opmærksom på, at andre lande udviste en vis aktivitet ved den grønlandske østkyst, og dette gav anledning til en debat i rigsdagen. I forbindelse hermed erklærede marineministeren, at han ønskede området underlagt dansk overherredømme, men nogen konkrete tiltag fandt ikke sted. Først i 1916 blev spørgsmålet atter rejst, og der blev af daværende indenrigsminister Ove Rode tilkendegivet et ønske om, at Østgrønland skulle underlægges Danmark. Spørgsmålet blev taget op i forbindelse med salget af Dansk Vestindien, idet amerikanerne i et udkast til traktaten erklærede at ville acceptere dansk suverænitet. Den danske regering ønskede ikke spørgsmålet optaget i selve traktaten, så det endte med, at den amerikanske udenrigsminister Robert Lansing på USAs vegne den 4. august 1916 udstedte en erklæring om ikke at modsætte sig dansk suverænitet over hele Grønland. I den forbindelse blev der lagt vægt på, at dansk suverænitet ikke blev anset som værende i strid med Monroedoktrinen og at heller ikke Robert Pearys ekspidition i 1909 ville give anledning til hævdelse af amerikanske krav på Grønland.
Efter salget af Dansk Vestindien i 1917 og afslutningen af 1. verdenskrig i 1918 fortsatte den danske regering bestræbelserne på at opnå international anerkendelse af dansk suverænitet over hele Grønland. Den 14. juli 1919 rettede den daværende danske ambassadør i Oslo, kammerherre Krag, en henvendelse til den norske udenrigsminister Ihlen med ønske om, at Norge ikke ville modsætte sig danske herredømme over hele Grønland (Danmarks suverænitet var på daværende tidspunkt kun anerkendt for vestkysten fra Kap Farvel til 74° 30’ n. br. og over Angmagssalik på den grønlandske østkyst). Den 22. juli erklærede Ihlen "at den norske regjering ikke vilde gjøre vanskeligheter ved denne saks ordning". Den danske regering ønskede imidlertid tilsagnet givet skriftligt og rettede i noter af 18. januar og 29. april 1921 anmodninger herom. I Norge var man imidlertid begyndt at blive betænkelig ved det tidligere tilsagn. Den norske udenrigsminister Michelet, som i mellemtiden havde afløst Ihlen, erklærede den 7. maj, at Norge ikke ville opgive sine hidtidige rettigheter til fangst og fiskeri på Grønland og i de grønlandske farvande.
Den danske regering valgte at tolke udtalelsen således, at Norge ikke ville modsætte sig dansk suverænitet mod visse indrømmelser, og den 10. maj 1921 bekendtgjorde indenrigsministeriet derfor, "at hele landet herefter er inddraget under de danske kolonier og stationer og den danske styrelse af Grønland". Den 16. juni samme år blev bekendtgørelsen fulgt op med udstedelsen af en "Underretning for Søfarende i Havet omkring Grønland", ifølge hvilken "samtlige de til Grønland hørende kyster og øer er lukkede for besejling af fremmede nationers skibe (lige saavel som de er lukkede for besejling af danske skibe), med mindre den danske regering, der driver monopolhandel paa Grønland, har givet tilladelse til besejlingen." Den norske udenrigsminister Ræstad gjorde imidlertid indsigelse mod den danske underretning, og dette gav anledning til en langvarig strid mellem Danmark og Norge.

## Forhandlinger og aftale
For at løse striden foreslog det norske stortings konstitusjonskomité den 1. juli 1923 at optage forhandlinger med Danmark om Grønlandsspørsmålet "på fritt grunnlag". Stortinget vedtog forslaget, og det blev efterfølgende også accepteret fra dansk side. Den 21. august 1923 udpegede Stortinget en norsk delegation, der kom til at bestå af Johan Ludwig Mowinckel, C.J. Hambroe, Halvdan Koht og Kr. Høgset, som mødtes med den danske delegation, som bestod af J.C. Christensen, Tage Reedtz-Thott, Th. Stauning og Jens Hassing-Jørgensen i København, første gang den 25. september 1923. Forhandlingerne varede til 4. oktober uden, at man var nået til enighed.
Nye forhandlinger blev indledt i Oslo fra den 14. januar 1924. De varede til den 28. januar og endte med en overenskomst, som skulle gælde for den del af Grønlands østkyst, som strakte sig fra Lindenowsfjord (60° 27’ n. br.\ til Nordostrundingen (81 ° n. br.), idet området omkring Angmagssalik var undtaget som anerkendt dansk område. Overenskomsten blev efterfølgende godkendt både af Rigsdagen og Stortinget og der efter underskrevet i København den 9. juli 1924 med ikrafttræden dagen efter. I begge lande gav den anledning til stærke folkelige protester, således underskrev i Danmark omkring 70.000 mennesker en protestadresse.

## Overenskomstens vilkår
Overenskomsten indebar, at det skulle være tilladt begge landes statsborgere at gå i land, overvintre og under visse betingelser drive jagt, fangst og fiskeri på Grønlands østkyst, fraset Ammassalik, der var blevet lukket for besejling allerede i 1894, og Scoresbysund-området, som blev reserveret en eskimoisk kolonisation, der på Ejnar Mikkelsens initiativ fandt sted i 1925. Både for Scoresbysund og for den sydlige del af østkysten havde Danmark forbeholdt sig ret til at fastlægge sådanne særbestemmelser, som hensynet til den indfødte grønlandske befolknings livsvilkår måtte betinge. Overenskomsten gav desuden mulighed for, at der i de ubeboede egne af Østgrønland på visse betingelser måtte oprettes stationer for vejrvarsling, telegraf og telefon og at indrette andre anlæg med videnskabelige eller humanitære formål. Hvis der opstod uenighed om fortolkningen af Østgrønlandsoverenskomsten, skulle uenigheden afgøres af Den Internationale Domstol i Haag, og afgørelsen skulle være bindende for begge parter.
Overenskomsten skulle være gældende i 20 år, og det blev forudsat, at gyldighedsperioden stiltiende skulle forlænges for lignende tidsrum, med mindre den blev opsagt med to års varsel før udløbet af en 20-årsperiode, men den kunne altid ændres forinden, hvis parterne kunne blive enige om en sådan ændring.
De adgangsrettigheder, som overenskomsten gav indbyggere fra Norge, var allerede ved kundgørelse af 5. juli 1924 blevet tildelt danske og islandske statsborgere, og lignende rettigheder blev senere, i 1925, også indrømmet britiske og franske indbyggere.

## Uafklaret overhøjhedsret
Ved noter, der udveksledes samtidig med Østgrønlandsoverenskomstens underskrivelse, forbeholdt Danmark og Norge sig hver især "sit principielle Syn paa de Spørgsmaal vedrørende Grønland, som ikke er omhandlet i Overenskomsten, saaledes at ved den intet er præjudiceret og intet opgivet eller forspildt". Bag denne formulering lå den kendsgerning, at ingen af de to lande havde givet sig i suverænitetsspørgsmålet. Danmark hævdede fortsat at have den fulde suverænitet over hele Grønland, mens Norge på sin side mente, at de områder, som lå uden for de anerkendte danske kolonier, var en form for ingenmandsland. Dermed var det egentlige stridsspørgsmål i virkeligheden forblevet uafklaret, og uenigheden ulmede fortsat under overfladen. Noterne indeholdt ikke nogen løfter eller tilsagn, og de betød heller ikke, at hver af parterne forpligtede sig fra at foretage tiltag, der kunne stride imod den anden parts principielle synspunkt. Noterne havde ikke nogen praktisk betydning for selve tolkningen af Overenskomsten, idet de drejede sig om de holdninger, som overenskomsten netop ikke omfattede. Derimod lå noternes betydning i at fastslå, at formålet med overenskomsten var at sikre en semipermanent løsning af visse praktiske spørgsmål, især vedrørende jagt- og fiskeri-interesser, og at sikre det venskabelige forhold mellem landene. Det gode forhold varede dog mindre end ti år.

## Betydning
Ved Østgrønlandsoverenskomsten var der opnået et kompromis, idet norske fangere i et ubeboet østgrønlandsk område fik adgang til en vis, hidtil kun ringe udnyttet fangst og jagt, hvis økonomiske værdi blev anslået til 60.000 kr. årligt, mens Danmark efter egen opfattelse fuldt ud havde sikret grønlændernes interesser i de områder, hvor dette var af betydning. Overenskomsten betød en midlertidig afslutning på de foregående års skarpe strid mellem Danmark og Norge om Grønlands østkyst og forbedrede forholdet mellem landene, idet ingen af parterne følte, at de havde lidt noget udtrykkeligt nederlag.
En endelig afklaring af spørgsmålet om overhøjhed skete først ved Konflikten om Østgrønland 1931-1933, hvor den internationale domstol i Haag tilkendte Danmark fuld overhøjhed over hele Grønland.